# Mamba Kaskazini
Mamba Kaskazini ist ein Verwaltungsbezirk (Ward) des Distrikts Moshi in der tansanischen Region Kilimandscharo.

## Geografie
Mamba Kaskazini liegt im Nordosten von Tansania etwa 25 Kilometer Luftlinie nordöstlich der Regionshauptstadt Moshi am südlichen Abhang des Kilimandscharo. Das Gebiet erstreckt sich zwischen 1400 und 1800 Höhenmetern.  Die Grenze im Süden bildet die asphaltierte Nationalstraße T21, die östlich des Kilimandscharo nach Kenia führt.
Der Bezirk grenzt im Norden an Mengeni im Distrikt Rombo, im Osten an Mwika Kaskazini im Süden an Mamba Kusini und im Westen an Marangu Mashariki. Bei der Volkszählung 2022 lebten 8231 Menschen in 2325 Haushalten auf einer Fläche von 9,8 Quadratkilometern.

## Gliederung
Der Bezirk besteht aus vier Gemeinden (Mtaa) mit zwölf Orten (Kitongoji):
| Kotela - Kotela Mashariki - Kokirie Mashariki - Kotela Magharibi | Kokirie - Masia Mamba - Kokirie Mashariki - Kokirie Magharibi | Komakundi - Mrocha - Rina - Lanzi | Mboni - Maande - Mboni - Toora |

## Wirtschaft und Infrastruktur
- Bildung: Im Bezirk gibt es zwei staatliche weiterführende Schulen.[9] Die Kokirie Secondary School[10] und die Mboni Secondary School[11] bilden beide Mädchen und Burschen bis zur 4. Stufe aus.
- Gesundheit: In Mamba Kaskazini liegen zwei Apotheken, eine staatliche in der Gemeinde Kokirie[12] und eine private in Mboni.[13]